# Grant Wahl
Grant Wahl (AFI: [ɡɹænt waːl]; Mission, 2 dicembre 1973 – Lusail, 10 dicembre 2022) è stato un giornalista statunitense, noto per essere stato collaboratore di Sports Illustrated, corrispondente di Fox Sports e analista calcistico per CBS Sport.
La sua carriera per Sport Illustrated, durata poco più di due decenni, dal 1996 al 2020, si concentrò principalmente sulla pallacanestro universitaria e sul calcio statunitense. Dopo aver lasciato la compagnia fondò la sua newsletter Substack.
Nel 2011 si candidò alla presidenza della FIFA; mentre due anni prima fu l'autore del libro The Beckham Experiment: How the World's Most Famous Athlete Tried to Conquer America.

## Biografia

### Origini e formazione
Nato a Mission, in Kansas, ha frequentato la Shawnee Mission East High School e l'università di Princeton dove ha conseguito un bachelor of Arts in politica nel 1996.

### Carriera
Nel 1996 ha iniziato la sua carriera lavorando con il Miami Herald come stagista. Da lì, è entrato a far parte di Sports Illustrated nel novembre 1996, occupandosi di basket universitario e calcio. Nella sua carriera, Wahl è stato referente di dodici NCAA Division I, otto Mondiali di calcio maschile, quattro Mondiali femminili e cinque Giochi olimpici. Nel 1998 ottenne per la prima volta il plauso della critica per la sua storia da copertina "Where's Daddy?", in cui ha documentato il crescente numero di figli illegittimi nati da atleti professionisti. Da allora, ha scritto numerose storie da copertina e biografie su atleti, diventando, nel 2000, scrittore fisso sempre presso Sport Illustrated.
Nel 2009 ha pubblicato per la casa editrice Crown il libro The Beckham Experiment, dedicato all'impatto negli USA del passaggio del calciatore britannico David Beckham al campionato statunitense. Il libro è arrivato al nono posto della classifica del New York Times.
Nel febbraio 2011 si è proposto come candidato alla presidenza FIFA come provocazione e denuncia del sistema guidato di Sepp Blatter, dovendo comunque rinunciarvi per non aver trovato l'approvazione di almeno una federazione calcistica. A seguito di ciò la FIFA ha modificato il suo processo di nomina presidenziale richiedendo l'approvazione di almeno cinque federazioni.
Il 10 aprile 2020, è stato licenziato da Sports Illustrated dopo aver criticato James Heckman, CEO della rivista Maven, per la sua gestione dei tagli salariali durante la pandemia di COVID-19. In risposta, Heckman ha criticato sia il lavoro di Wahl sia il fatto di non volersi offrire volontario per una riduzione permanente dello stipendio.
Il 5 ottobre 2021 è entrato a far parte di CBS Sports diventando analista delle partite CONCACAF.
Nell'agosto 2021 sulla newsletter indipendente Substack ha creato il podcast Fútbol with Grant Wahl.
Nel 2022, mentre seguiva la nazionale statunitense al campionato del mondo 2022 è stato brevemente arrestato dal personale di sicurezza dello stadio Ahmed bin Ali per aver indossato una maglietta con un arcobaleno.

### Morte
È morto il 10 dicembre 2022 in Qatar a causa di un attacco di cuore mentre stava seguendo la partita Paesi Bassi-Argentina allo stadio Iconico di Lusail, valida per i quarti di finale del campionato del mondo 2022.
Secondo una dichiarazione di sua moglie, prima che fosse trasportato in ospedale, i paramedici locali sono intervenuti rapidamente e lo hanno soccorso per 30 minuti eseguendo anche il massaggio cardiaco. È stato in seguito dichiarato morto dai medici dell'Hamad General Hospital di Doha.
Pochi giorni prima del decesso, Wahl si era lamentato di disturbi al torace e si era rivolto alla clinica medica del media center della Coppa del Mondo, dove gli era stata diagnosticata una probabile bronchite e gli erano stati somministrati degli antitussivi e ibuprofene. Aveva anche dichiarato:
(Grant Wahl)
Lo stesso giorno della sua morte il fratello, Eric Wahl, ha inizialmente dichiarato che Grant aveva ricevuto minacce di morte e che credeva che egli fosse stato ucciso. Ha anche affermato che la famiglia era in contatto con funzionari del dipartimento di Stato statunitense e della Casa Bianca.
Già il giorno dopo la morte l'ambasciata degli Stati Uniti ha organizzato il rimpatrio del suo corpo sotto la scorta di un funzionario consolare e il giorno dopo il suo corpo è stato rimpatriato, dove è stato sottoposto ad un'autopsia al New York City Medical Examiner, che ha stabilito che la morte è stata causata da un aneurisma aortico.
All'annuncio della sua morte, il presidente della FIFA Gianni Infantino, la Major League Soccer e altri colleghi giornalisti hanno mandato messaggi di cordoglio in onore della sua carriera. Allo stadio Al-Bayt, durante i quarti di finale tra Inghilterra e Francia, alla postazione di Wahl in tribuna stampa sono stati collocati una sua foto e dei fiori. Allo stadio e durante le trasmissioni televisive negli Stati Uniti è stato riprodotto anche un video tributo.

## Vita privata
Era sposato dal 2001 con Céline Gounder, una giornalista e dottoressa specializzata in malattie infettive e salute globale, che aveva conosciuto all'università di Princeton.

## Opere
- The Beckham Experiment: How the World's Most Famous Athlete Tried to Conquer America, New York, Crown Publishing Group, 2009, ISBN 978-0307407870.
- Masters of Modern Soccer: How the World's Best Play the Twenty-First-Century Game, New York, Crown Publishing Group, 2018, ISBN 978-0307408600.